# Åtvidaberg község
Åtvidaberg község (svédül: Åtvidabergs kommun) Svédország 290 községének egyike. Östergötland megyében található, székhelye Åtvidaberg.

## Települések
A község települései:
| Település  | Népesség | Megjegyzés         |
| ---------- | -------- | ------------------ |
| Berg       | 335      |                    |
| Björsäter  | 437      |                    |
| Falerum    | 304      |                    |
| Grebo      | 979      |                    |
| Åtvidaberg | 6947     | a község székhelye |